# Kanada i olympiska sommarspelen 2000
Kanada deltog i de olympiska sommarspelen 2000 med en trupp bestående av 294 deltagare, 150 män och 144 kvinnor, och de tog totalt 14 medaljer.

## Medaljer

### Guld
- Daniel Igali - Brottning, fristil 69 kg
- Sébastien Lareau och Daniel Nestor - Tennis, dubbeln
- Simon Whitfield - Triathlon

### Silver
- Nicolas Gill - Judo, lätt tungvikt 100 kg
- Caroline Brunet - Kanotsport, K-1 500 meter
- Émilie Heymans och Anne Montminy - Simhopp, synkroniserad 10 m

### Brons
- Mathieu Turgeon - Gymnastik, trampolin
- Karen Cockburn - Gymnastik, trampolin
- Steve Giles - Kanotsport, C-1 1000 meter
- Kirstin Normand, Erin Chan, Jacinthe Taillon, Reidun Tatham, Jessica Chase, Catherine Garceau, Fanny Létourneau, Lyne Beaumont och Claire Carver-Dias - Konstsim, lag
- Emma Robinson, Buffy Alexander, Theresa Luke, Heather McDermid, Lesley Thompson, Dorota Urbaniak, Heather Davis, Laryssa Biesenthal och Alison Korn - Rodd, åtta med styrman
- Anne Montminy - Simhopp, 10 m
- Curtis Myden - Simning, 400 m individuell medley
- Dominique Bosshart - Taekwondo, tungvikt

## Badminton
Herrsingel
- Mike Beres
  - Round of 64: Bye
  - Sextondelsfinal: Förlorade mot Kevin Han of United States

Herrdubbel
- Bryan Moody, Brent Olynyk
  - Sextondelsfinal: Besegrade Zhang Jun, Wei Zhang från Kina
  - Åttondelsfinal: Förlorade mot Jesper Larsen, Jens Eriksen från Danmark

Damsingel
- Kara Solmundson
  - 32-delsfinal: Förlorade mot Lidya Djaelawijaya från Indonesien
- Robbyn Hermitage
  - 32-delsfinal: Förlorade mot Rayoni Head från Australien
- Milaine Cloutier
  - 32-delsfinal: Bye
  - Sextondelsfinal: Förlorade mot Ji-Hyyn Kim från Sydkorea

Damdubbel
- Milaine Cloutier, Robbyn Hermitage
  - Sextondelsfinal: Besegrade Rhonda Cator, Amanda Hardy från Australien
  - Åttondelsfinal: Förlorade mot Joanne Goode, Donna Kellogg från Storbritannien
- Milaine Cloutier, Bryan Moody
  - Sextondelsfinal: Förlorade mot Nicol Pitro, Michael Keck från Tyskland
- Robbyn Hermitage, Brent Olynyk
  - Sextondelsfinal: Förlorade mot Joanne Goode, Simon Archer från Kanada

Mixeddubbel
- Kara Solmundson, Mike Beres
  - Sextondelsfinal: Besegrade Marie-Helene Valerie Pierre, Stephan Beeharry från Mauritius
  - Åttondelsfinal: Förlorade mot Michael Sogaard, Rikke Olsen från Danmark

## Basket
Damer
Gruppspel
| Lag        | Vinster | Förluster | PF  | PA  | Poäng |
| ---------- | ------- | --------- | --- | --- | ----- |
| Australien | 5       | 0         | 394 | 274 | 10    |
| Frankrike  | 4       | 1         | 338 | 287 | 9     |
| Brasilien  | 2       | 3         | 358 | 353 | 7     |
| Slovakien  | 2       | 3         | 294 | 282 | 7     |
| Kanada     | 2       | 3         | 313 | 317 | 7     |
| Senegal    | 0       | 5         | 199 | 383 | 5     |

Herrar
Gruppspel
| Kanada      | 4 | 1 | 433 | 373 | +60  | 9 | 1W–0L |
| Jugoslavien | 4 | 1 | 372 | 338 | +34  | 9 | 0W–1L |
| Australien  | 3 | 2 | 408 | 407 | +1   | 8 | 1W–0L |
| Ryssland    | 3 | 2 | 367 | 328 | +39  | 8 | 0W–1L |
| Spanien     | 1 | 4 | 349 | 376 | −27  | 6 |       |
| Angola      | 0 | 5 | 303 | 410 | −107 | 5 |       |

Slutspel
|  | Kvartsfinaler | Kvartsfinaler |              |     | Semifinaler | Semifinaler   |              |            | Final      | Final |
|  | 0             | 0             | 0            | 0   | 0           | 0             | 0            | 0          | 0          | 0     |
|  |               |               | 0            | 0   |             |               | 0            | 0          |            |       |
|  |               |               | 0            | 0   |             |               | 0            | 0          |            |       |
|  | 0 USA         | 085           | 0            | 0   |             |               | 0            | 0          |            |       |
|  | 0 USA         | 085           | 0            | 0   |             |               | 0            | 0          |            |       |
|  | 0 Ryssland    | 070           | 0            | 0   |             |               | 0            | 0          |            |       |
|  | 0 Ryssland    | 070           | 0            | 0   | 0 USA       | 085           | 0            | 0          |            |       |
|  |               |               | 0            | 0   | 0 USA       | 085           | 0            | 0          |            |       |
|  | 0             | 0 Litauen     | 0            | 083 | 0           |               |              | 0          |            |       |
|  | 0             | 0 Litauen     | 0            | 083 | 0           | 0 Jugoslavien | 063          | 0          |            |       |
|  | 0             |               |              |     |             | 0 Jugoslavien | 063          | 0          |            |       |
|  | 0             | 0 Litauen     | 076          | 0   |             |               |              | 0          |            |       |
|  | 0             | 0 Litauen     | 076          | 0   | 0 USA       | 085           |              | 0          |            |       |
|  | 0             |               |              | 0   | 0 USA       | 085           |              | 0          |            |       |
|  | 0             | 0             | 0 Frankrike  | 0   | 075         |               |              |            |            |       |
|  | 0             | 0             | 0 Frankrike  | 0   | 075         | 0 Italien     | 062          |            |            |       |
|  | 0             | 0             |              |     |             |               | 062          |            |            |       |
|  | 0             | 0             | 0 Australien | 065 | 0           |               |              |            |            |       |
|  | 0             | 0             | 0 Australien | 065 | 0           | 0 Australien  | 052          | Bronsmatch | Bronsmatch |       |
|  | 0             | 0             |              |     | 0           | 0 Australien  | 052          | Bronsmatch | Bronsmatch |       |
|  | 0             | 0             | 0 Frankrike  | 076 | 0           | 0             |              |            |            |       |
|  | 0             | 0             | 0 Frankrike  | 076 | 0           | 0             | 0 Kanada     | 063        | 0 Litauen  | 089   |
|  | 0             | 0             |              |     | 0           | 0             | 0 Kanada     | 063        | 0 Litauen  | 089   |
|  | 0             | 0             | 0 Frankrike  | 068 | 0           | 0             | 0 Australien | 071        |            |       |
|  | 0             | 0             | 0 Frankrike  | 068 | 0           | 0             | 0 Australien | 071        |            |       |
|  |               |               |              |     |             |               |              |            |            |       |
|  |               |               |              |     |             |               |              |            |            |       |

## Boxning
Flugvikt
- Andrew Kooner
  - Omgång 1 — Besegrade Nacer Keddam of Algeriet
  - Omgång 2 — Förlorade mot Wijan Ponlid från Thailand (→ gick inte vidare)

Lätt weltervikt
- Michael Strange
  - Omgång 1 — Förlorade mot Nurhan Suleymanoglu från Turkiet (→ gick inte vidare)

Lätt mellanvikt
- Scott MacIntosh
  - Omgång 1 — Besegrade Sakio Bika Mbah från Kamerun
  - Omgång 2 — Förlorade mot Jermain Taylor från USA (→ gick inte vidare)

Mellanvikt
- Donald Grant Orr
  - Omgång 1 — Förlorade mot Jitender Kumar från Indien (→ gick inte vidare)

Lätt tungvikt
- Troy Amos-Ross
  - Omgång 1 — Bye
  - Omgång 2 — Förlorade mot Jegbefumere Albert från Nigeria (→ gick inte vidare)

Tungvikt
- Mark Simmons
  - Omgång 1 — Bye
  - Omgång 2 — Besegrade Rohoulah Houseini från Iran
  - Kvartsfinal — Förlorade mot Sebastian Kober från Tyskland (→ gick inte vidare)

Supertungvikt
- Art Binkowski
  - Omgång 1 — Bye
  - Omgång 2 — Besegrade Michael Macaque från Mauritius
  - Kvartsfinal — Förlorade mot Rustam Saidov från Uzbekistan (→ gick inte vidare)

## Brottning
Fjädervikt, fristil
- Daniel Igali
  - Pool 1 – W2 - L0
  - Kvartsfinal – Besegrade Yosvany Sánchez (CUB) 3pt - 1pt
  - Semifinal – Besegrade Lincoln McIlravy (USA) 6pt - 3pt
  - Final – Besegrade Arsen Gitinov (RUS) 7pt - 4pt (→  Guld)

## Bågskytte
| Herrarnas individuella |               |                         |         |
|                        | Rob Rusnov    |                         |         |
| Sextondelsfinal        | Förlorade mot | Niklas Eriksson Sverige | 161-155 |

## Cykling

### Mountainbike
Herrarnas terränglopp
- Geoff Kabush
  - Final — 2:14:00.66 (→ 9:e plats)
- Roland Green
  - Final — 2:15:18.85 (→ 14:e plats)

Damernas terränglopp
- Alison Sydor
  - Final — 1:52:19.32 (→ 5:e plats)
- Chrissy Redden
  - Final — 1:54:07.38 (→ 8:e plats)
- Lesley Tomlinson
  - Final — 2:00:44.08 (→ 19:e plats)

### Landsväg
Herrarnas tempolopp
- Eric Wohlberg
  - Final — 1:00:34 (→ 20:e plats)

Herrarnas linjelopp
- Gordon Fraser
  - Final — 5:30:46 (→ 16:e plats)
- Eric Wohlberg
  - Final — 5:30:46 (→ 7:e plats)
- Czeslaw Lukaszewicz
  - Final — DNF
- Brian Walton
  - Final — DNF

Damernas tempolopp
- Clara Hughes
  - Final — 0:43:12 (→ 6:e plats)
- Genevieve Jeanson
  - Final — 0:44:32 (→ 15:e plats)

Damernas linjelopp
- Genevieve Jeanson
  - Final — 3:06:31 (→ 11:e plats)
- Lyne Bessette
  - Final — 3:06:31 (→ 22:e plats)
- Clara Hughes
  - Final — 3:16:49 (→ 43:e plats)

### Bana
Herrarnas tempolopp
- Jim Fisher
  - Final — 01:05.835 (→ 12:e plats)

Herrarnas poänglopp
- Brian Walton
  - Poäng — 1
  - Varv efter — 1 (→ 9:e plats)

Damernas sprint
- Tanya Dubnicoff
  - Kval — 11.494
  - Åttondelsfinal — Besegrade Kathrin Freitag från Tyskland
  - Kvartsfinal — Förlorade mot Iryna Yanovych från Ukraina
  - Finals 5-8 — (→ 7:e plats)

Damernas tempolopp
- Tanya Dubnicoff
  - Final — 35.486 (→ 8:e plats)
- Lori-Anne Muenzer
  - Final — 35.846 (→ 13:e plats)

## Friidrott
Herrarnas 100 meter
- Donovan Bailey
  - Omgång 1 — 10.39
  - Omgång 2 — 11.36 (→ gick inte vidare)
- Bruny Surin
  - Omgång 1 — 10.41
  - Omgång 2 — 10.2
  - Semifinal — 50.94 (→ gick inte vidare)
- Nicolas Macrozonaris
  - Omgång 1 — 10.45 (→ gick inte vidare)

Herrarnas 200 meter
- Pierre Browne
  - Omgång 1 — 21.28 (→ gick inte vidare)

Herrarnas 800 meter
- Zach Whitmarsh
  - Omgång 1 — 01:48.42 (→ gick inte vidare)

Herrarnas 1 500 meter
- Kevin Sullivan
  - Omgång 1 — 03:40.80
  - Semifinal — 03:39.66
  - Final — 03:35.50 (→ 5:e plats)

Herrarnas 10 000 meter
- Jeff Schiebler
  - Omgång 1 — 28:30.46 (→ gick inte vidare)
- Sean Kaley
  - Omgång 1 — 28:36.07 (→ gick inte vidare)

Herrarnas 110 meter häck
- Adrian Woodley
  - Omgång 1 — 13.71
  - Omgång 2 — 14.04 (→ gick inte vidare)

Herrarnas 4 x 100 meter stafett
- Pierre Browne, Glenroy Gilbert, Nicolas Macrozonaris, Brand McCuaig, Adrian Woodley
  - Omgång 1 — 39.26
  - Semifinal — 38.92 (→ gick inte vidare)

Herrarnas 3 000 meter hinder
- Joël Bourgeois
  - Omgång 1 — 08:28.07 (→ gick inte vidare)

Herrarnas kulstötning
- Brad Snyder
  - Kval — 19.77 (→ gick inte vidare)

Herrarnas diskuskastning
- Jason Tunks
  - Kval — 64.40
  - Final — 65.80 (→ 6:e plats)
- Jason Gervais
  - Kval — NM (→ gick inte vidare)

Herrarnas längdhopp
- Richard Duncan
  - Kval — 7.60 (→ gick inte vidare)
- Ian Lowe
  - Kval — 7.51 (→ gick inte vidare)

Herrarnas höjdhopp
- Mark Boswell
  - Kval — 2.27
  - Final — 2.32 (→ 6:e plats)

- Kwaku Boateng
  - Kval — 2.27
  - Final — 2.25 (→ 12:e plats)

Herrarnas 20 kilometer gång
- Arturo Huerta
  - Final — 1:25:24 (→ 24:e plats)
- Tim Berrett
  - Final — 1:25:29 (→ 26:e plats)

Herrarnas 50 kilometer gång
- Tim Berrett
  - Final — DSQ
- Arturo Huerta
  - Final — DSQ

Herrarnas maraton
- Bruce Deacon
  - Final — 2:21:38 (→ 44:e plats)

Damernas 100 meter
- Esi Benyarku
  - Omgång 1 — 11.55 (→ gick inte vidare)
- Martha Adusei
  - Omgång 1 — 11.82 (→ gick inte vidare)

Damernas 400 meter
- Ladonna Antoine
  - Omgång 1 — 51.78
  - Omgång 2 — 50.92
  - Semifinal — 51.26 (→ gick inte vidare)
- Foy Williams
  - Omgång 1 — 52.94
  - Omgång 2 — 52.68 (→ gick inte vidare)

Damernas 1 500 meter
- Leah Pells
  - Omgång 1 — DNF (→ gick inte vidare)

Damernas 10 000 meter
- Tina Connelly
  - Omgång 1 — 34:46.04 (→ gick inte vidare)
- Carole Montgomery
  - Omgång 1 — DNS (→ gick inte vidare)

Damernas 100 meter häck
- Katie Anderson
  - Omgång 1 — 12.82
  - Omgång 2 — DNF (→ gick inte vidare)
- Perdita Felicien
  - Omgång 1 — 13.21 (→ gick inte vidare)

Damernas 400 meter häck
- Karlene Haughton
  - Omgång 1 — DNS (→ gick inte vidare)

Damernas 4 x 100 meter stafett
- Martha Adusei, Esi Benyarku, Tara Perry, Atia Weekes
  - Omgång 1 — 44.08 (→ gick inte vidare)

Damernas 4 x 400 meter stafett
- Ladonna Antoine, Samantha George, Karlene Haughton, Foy Williams
  - Omgång 1 — 03:27.36 (→ gick inte vidare)

Damernas släggkastning
- Michelle Fournier
  - Kval — 59.15 (→ gick inte vidare)

Damernas 20 kilometer gång
- Janice McCaffrey
  - Final — DSQ

## Fäktning
Herrarnas värja
- Laurie Shong

Damernas florett
- Julie Mahoney
- Jujie Luan

Herrarnas florett, lag
- Sherraine Schalm-MacKay, Julie Mahoney, Jujie Luan

Damernas värja
- Sherraine Schalm-MacKay

## Judo
Herrarnas mellanvikt (-90 kg)
- Keith Morgan

Herrarnas halv tungvikt (-100 kg)
- Nicolas Gill

Damernas halv lättvikt (-52 kg)
- Luce Baillargeon

Damernas lättvikt (-57 kg)
- Michelle Buckingham

Damernas halv mellanvikt (-63 kg)
- Sophie Roberge

Damernas halv tungvikt (-78 kg)
- Kimberly Ribble

## Kanotsport
Sprint
Herrar
Herrarnas K-1 500 m
- Mihai Apostol
  - Kvalheat — 01:42,562 (→ gick inte vidare)

Herrarnas K-1 1000 m
- Mihai Apostol
  - Kvalheat — 03:47,679 (→ gick inte vidare)

Herrarnas C-1 500 m
- Maxime Boilard
  - Kvalheat — 01:52,764
  - Semifinal — 01:52,071
  - Final — 02:29,259 (→ 4:e plats)

Herrarnas C-1 1000 m
- Steve Giles
  - Kvalheat — 03:55,396
  - Semifinal — Bye
  - Final — 03:56,437 (→  Brons)

Herrarnas C-2 500 m
- Tamás Buday, Attila Buday
  - Kvalheat — 01:46,557 (→ gick inte vidare)

Herrarnas C-2 1000 m
- Tamás Buday, Attila Buday
  - Kvalheat — 03:41,075
  - Semifinal — 03:44,358
  - Final — 03:48,017 (→ 7:e plats)

Damer
Damernas K-1 500 m
- Caroline Brunet
  - Kvalheat — 01:51,558
  - Semifinal — Bye
  - Final — 02:14,646 (→  Silver Medal)

Damernas K-2 500 m
- Caroline Brunet, Karen Furneaux
  - Kvalheat — 01:44,476
  - Semifinal — Bye
  - Final — 02:01,046 (→ 5:e plats)

Damernas K-4 500 m
- Maria-Josee Gibeau-Ouimet, Kamina Jain, Carrie Lightbound, Julia Rivard
  - Kvalheat — 01:38,209
  - Semifinal — 01:38,340
  - Final — 01:39,566 (→ 9:e plats)

Slalom
Herrar
Herrarnas K-1 slalom
- David Ford
  - Kval — 323,58 (→ gick inte vidare)

Herrarnas C-1 slalom
- James Cartwright-Garland
  - Kval — 297,66 (→ gick inte vidare)

Herrarnas C-2 slalom
- Benoit Gauthier, Tyler Lawlor
  - Kval — 311,11 (→ gick inte vidare)

Damer
Damernas K-1 slalom
- Margaret Langford
  - Kval — 314,51
  - Final — 274,14 (→ 13:e plats)

## Landhockey
Herrar
Coach: Shiaz Virjee

1. Hari Kant (GK)
2. Mike Mahood (GK)
3. Ian Bird
4. Alan Brahmst
5. Robin D'Abreo
6. Chris Gifford
7. Andrew Griffiths
8. Ken Pereira
9. Scott Mosher
10. Peter Milkovich (c)
11. Bindi Kullar
12. Rob Short
13. Ronnie Jagday
14. Sean Campbell
15. Paul Wettlaufer
16. Ravi Kahlon

Gruppspel
| Lag            | Spelade | W | D | L | GF | GA | Poäng |
| -------------- | ------- | - | - | - | -- | -- | ----- |
| Pakistan       | 5       | 2 | 3 | 0 | 15 | 6  | 9     |
| Nederländerna  | 5       | 2 | 2 | 1 | 11 | 8  | 8     |
| Tyskland       | 5       | 2 | 2 | 1 | 7  | 6  | 8     |
| Storbritannien | 5       | 1 | 2 | 2 | 8  | 16 | 5     |
| Malaysia       | 5       | 0 | 4 | 1 | 5  | 6  | 4     |
| Kanada         | 5       | 0 | 3 | 2 | 7  | 11 | 3     |

## Segling
Finnjolle
- Richard Clarke
  - Lopp 1 — 14
  - Lopp 2 — (20)
  - Lopp 3 — 8
  - Lopp 4 — 14
  - Lopp 5 — 16
  - Lopp 6 — 7
  - Lopp 7 — 13
  - Lopp 8 — 14
  - Lopp 9 — 20
  - Lopp 10 — 8
  - Lopp 11 — (26) OCS
  - Final — 114 (→ 17:e plats)

Laser
- Marty Essig
  - Lopp 1 — 27
  - Lopp 2 — 16
  - Lopp 3 — 7
  - Lopp 4 — (35)
  - Lopp 5 — 25
  - Lopp 6 — 13
  - Lopp 7 — 23
  - Lopp 8 — (44) OCS
  - Lopp 9 — 26
  - Lopp 10 — 18
  - Lopp 11 — 21
  - Final — 176 (→ 24:e plats)

Starbåt
- Ross Macdonald och Kai Bjorn
  - Lopp 1 — 7
  - Lopp 2 — 5
  - Lopp 3 — 13
  - Lopp 4 — 4
  - Lopp 5 — (14)
  - Lopp 6 — 5
  - Lopp 7 — 3
  - Lopp 8 — (17) OCS
  - Lopp 9 — 5
  - Lopp 10 — 5
  - Lopp 11 — 1
  - Final — 48 (→ 5:e plats)

Soling
- Bill Abbott, Jr., Matt Abbott och Brad Boston
  - 13:e plats — Gick inte vidare till utslagningsomgången

Mistral
- Caroll-Ann Alie
  - Lopp 1 — 15
  - Lopp 2 — (21)
  - Lopp 3 — 16
  - Lopp 4 — (27)
  - Lopp 5 — 12
  - Lopp 6 — 17
  - Lopp 7 — 18
  - Lopp 8 — 20
  - Lopp 9 — 11
  - Lopp 10 — 15
  - Lopp 11 — 15
  - Final — 139 (→ 17:e plats)

Europajolle
- Beth Calkin
  - Lopp 1 — 17
  - Lopp 2 — 4
  - Lopp 3 — (24)
  - Lopp 4 — 18
  - Lopp 5 — 3
  - Lopp 6 — (25)
  - Lopp 7 — 1
  - Lopp 8 — 14
  - Lopp 9 — 4
  - Lopp 10 — 20
  - Lopp 11 — 4
  - Final — 85 (→ 11:e plats)

## Simhopp
Herrarnas 3 m
- Jeff Liberty
  - Kval — 375,06 (→  gick inte vidare, 19:e plats)

Herrarnas 10 m
- Alexandre Despatie
  - Kval — 436,86
  - Semifinal — 188,28 — 625,14
  - Final — 464,07 — 652,35 (→ 4:e plats)

Herrarnas 10 m
- Christopher Kalec
  - Kval — 388,50
  - Semifinal — 175,02 — 563,52 (→ gick inte vidare, 17:e plats)

Damernas 3 m
- Eryn Bulmer
  - Kval — 258,93 (→ gick inte vidare, 20:e plats)

Damernas 3 m
- Blythe Hartley
  - Kval — 295,98
  - Semifinal — 219 — 514,98
  - Final — 304,05 — 523,05 (→ 10:e plats)

Damernas 10 m
- Anne Montminy
  - Kval — 339,93
  - Semifinal — 185,88 — 525,81
  - Final — 354,27 — 540,15 (→  Brons)

Damernas 10 m
- Émilie Heymans
  - Kval — 333,78
  - Semifinal — 182,64 — 516,42
  - Final — 329,28 — 511,92 (→ 5:e plats)

Damernas 3 m parhoppning
- Eryn Bulmer och Blythe Hartley
  - Final — 279,00 (→ 5:e plats)

Damernas 10 m parhoppning
- Émilie Heymans och Anne Montminy
  - Final — 312,03 (→  Silver)

## Softboll
Grundomgång
|             | Spelade | Vunna | Förlorade | RF | RA | Procent |
| ----------- | ------- | ----- | --------- | -- | -- | ------- |
| Japan       | 7       | 7     | 0         | 18 | 7  | 1,000   |
| Australien  | 7       | 6     | 1         | 22 | 5  | 0,857   |
| Kina        | 7       | 5     | 2         | 26 | 4  | 0,714   |
| USA         | 7       | 4     | 3         | 19 | 6  | 0,571   |
| Italien     | 7       | 2     | 5         | 3  | 27 | 0,286   |
| Nya Zeeland | 7       | 2     | 5         | 12 | 22 | 0,286   |
| Kuba        | 7       | 1     | 6         | 6  | 30 | 0,143   |
| Kanada      | 7       | 1     | 6         | 13 | 18 | 0,143   |

## Triathlon
Herrarnas triathlon
- Simon Whitfield — 1:48:24,02 (→ Guld)

Damernas triathlon
- Isabelle Turcotte Baird — 2:08:29,49 (→ 31:a plats)
- Sharon Donnelly — 2:14:35,59 (→ 38:e plats)
- Carol Montgomery — fullföljde inte